# رز ولی، ساسکاچوان
رز ولی، ساسکاچوان (به انگلیسی: Rose Valley, Saskatchewan) یک منطقهٔ مسکونی در کانادا است که در ساسکاچوان واقع شده‌است. رز ولی ۱٫۱۲ کیلومتر مربع مساحت و ۲۹۶ نفر جمعیت دارد.